# 金宗鎭
金 宗鎭（キム・ジョンジン、김종진、沈雄、1901年 - 1931年7月11日）は、朝鮮の独立運動家。本貫は新安東金氏、号は是也。

## 生涯
独立運動家金佐鎮の族弟であり、10歳の頃再堂叔である金学圭の養子になり、書堂で漢文を学んだ。18歳の時、故郷忠清南道洪城で三・一運動に加わり、逮捕されたが、未成年者のため釈放された。
1920年に北京へ亡命し、1921年に雲南省軍官学校に入学して軍事訓練を受けた。1927年に臣民府の幹部、1929年に韓族総連合会で農務及び組織宣伝部長、軍事部長を歴任した。
1930年1月24日に金佐鎮が暗殺されると、共産主義者たちと対立し、1931年7月11日に中国黒竜江省海林駅で共産主義者に暗殺された。1990年に建国勲章愛国章、1968年に建国勲章大統領表彰、1977年に建国褒章が追贈された。

## 家族
- 父 : 金泳圭
- 母 : 青松沈氏